# Soap Lake (Washington)
Soap Lake es una ciudad ubicada en el condado de Grant en el estado estadounidense de Washington. En el año 2000 tenía una población de 1.733 habitantes y una densidad poblacional de 553,7 personas por km².

## Geografía
Soap Lake se encuentra ubicada en las coordenadas 47°23′18″N 119°29′15″O / 47.38833, -119.48750.

## Demografía
Según la Oficina del Censo en 2000 los ingresos medios por hogar en la localidad eran de $20.459, y los ingresos medios por familia eran $25.000. Los hombres tenían unos ingresos medios de $27.656 frente a los $21.771 para las mujeres. La renta per cápita para la localidad era de $13.753. Alrededor del 30,6% de la población estaban por debajo del umbral de pobreza.